# Deutsche Gesellschaft für Alterszahnmedizin
Die Deutsche Gesellschaft für Alterszahnmedizin e. V. (Eigenschreibweise Deutsche Gesellschaft für AlterszahnMedizin)  (DGAZ, ehemals Arbeitskreis für Gerostomatologie e. V. (AKG)) ist ein gemeinnütziger Verein, der als wissenschaftliche Fachgesellschaft die Interessen der Seniorenzahnmedizin auf nationaler und internationaler Ebene vertritt.
Die DGAZ ist assoziiertes Mitglied der Deutschen Gesellschaft für Zahn-, Mund- und Kieferheilkunde.

## Aufgaben
Tagungen
Die DGAZ hält jedes Jahr eine wissenschaftliche Jahrestagung ab, wobei alle zwei Jahre diese auf Mitgliederbeschluss intern nur für die Mitglieder stattfindet. Jahrestagungen finden oft in zeitlicher und räumlicher Nähe mit der Koordinierungskonferenz der Referenten für Alterszahnheilkunde der Bundeszahnärztekammer (BZÄK) statt.
Fortbildungen
Fortbildungen finden u. a. für Zahnmediziner, Mediziner sowie für die Pflegeberufe statt. Unter anderem besteht eine qualifizierende Fortbildung zum Spezialisten für Seniorenzahnmedizin.
Zertifizierungen
Qualifiziert fortgebildete Spezialisten haben die Möglichkeit, ihre Praxis/Klinik als besonders seniorengerecht zertifizieren zu lassen.
Stipendien / AuszeichnungenStipendien und Auszeichnungen werden vergeben.
Mitarbeit in Gremien
Die DGAZ unterstützt neben wissenschaftlichen Projekten auch die standespolitische Gremienarbeit der Bundeszahnärztekammer (BZÄK) und der Kassenzahnärztlichen Bundesvereinigung (KZBV) im Bereich der Seniorenzahnmedizin. Sie war u. a. involviert in die Entwicklung des A- und B-Konzeptes, welches Grundlage für die strukturelle und honorarrelevante Förderung der aufsuchenden Betreuung ist.
Die DGAZ ist Träger- und Partnerorganisation von gesundheitsziele.de und ist Mitglied der Arbeitsgruppe 10 „gesund älter werden“.
Die DGAZ unterstützt die Bundesarbeitsgemeinschaft der Senioren-Organisationen (BAGSO) beim Projekt "Im Alter IN FORM" durch Vorträge und Teilnahme an den bundesweiten Veranstaltungen.

## Geschichte
Im Jahr 1990 initiierte Klaus-Peter Wefers, damals Oberarzt an der Poliklinik für Zahnärztliche Prothetik in Gießen, die Gründung des Arbeitskreises für Gerostomatologie e. V. (AKG) als gemeinnützigen Verein. Aus einer Versammlung von 30 Vertretern von Universitäten, Zahnärztekammern, Initiativgruppen und kommunalen Gesundheitsämtern unterschrieben den Gründungsvertrag: Egon Banger, Karl-Wilhelm Helmus, Michael Höcker, Rolf Hüttemann, Wolfgang Ischebeck, Eveline Meyer, Ekkard Mizgalski, Ina Nitschke, Horst Pantke, Gottfried Pellengahr, Ivo Pfütz, Helmut Stark und Klaus-Peter Wefers.
Als Gründungsvorstand wurden Klaus-Peter Wefers (1. Vorsitzender), Eveline Meyer (2. Vorsitzende), Ina Nitschke (Schatzmeisterin) und Egon Banger (Schriftführer) gewählt. In den Folgejahren wurden Projekt- und Regionalgruppen gebildet und es entstand eine enge Zusammenarbeit mit thematisch verbundenen Körperschaften und Vereinigungen. International wurde der AKG durch das European College of Gerodontology (ECG) als deutsche „Partnergesellschaft“ anerkannt.
Seit 1996 kooperiert die DGAZ auch mit der Bundesarbeitsgemeinschaft der Senioren-Organisationen e. V. (BAGSO). Nach Peter Huber ist seit 2017 Ilse Weinfurtner die Vertreterin der DGAZ bei der BAGSO. Die DGAZ beteiligt sich aktiv beim Deutschen Seniorentag.
Am 11. September 2000 assoziierte der AKG mit der DGZMK. 2002 wurde unter Mitwirkung des AKG der Dachverband der Gerontologischen und Geriatrischen Wissenschaftlichen Gesellschaften Deutschlands (dvgg) gegründet. Diese Gründung entsprang dem Wunsch nach einer Stärkung der interdisziplinären Zusammenarbeit der Fachleute auf dem Gebiet der Alternsforschung, der Verbesserung des Dialogs mit der Politik und einer machtvolleren Vertretung der Anliegen älterer Menschen in der Öffentlichkeit. Nach dem Anschub der Zusammenarbeit der verschiedenen Disziplinen war der Verein nicht mehr notwendig, sodass diese Aktivität beendet wurde.
Seit 2006 führt die Fachgesellschaft den Namen Deutsche Gesellschaft für AlterszahnMedizin e. V. (DGAZ).

## Ehrenmitglieder
- 1996: Peter Witzel
- 1999: Jürgen Junge
- 2002: Klaus-Peter Wefers
- 2016: Hans Peter Huber

## Publikationen
Zeitschrift für Senioren-Zahnmedizin
Zusammen mit dem Quintessenz Fachverlag, Berlin, bringt die DGAZ seit 2013 die redigierte Fachzeitschrift Senioren-Zahnmedizin heraus. Sie erscheint drei Mal jährlich; jedes Mitglied erhält sie. Chefredakteurin ist die Präsidentin der DGAZ, Ina Nitschke.